# 森久保祥太郎・浪川大輔 つまみは塩だけ
『森久保祥太郎・浪川大輔 つまみは塩だけ』（もりくぼしょうたろう なみかわだいすけ つまみはしおだけ）は、2013年2月9日からラジオ大阪で放送されているラジオ番組。パーソナリティは声優の森久保祥太郎と浪川大輔。
『森久保祥太郎×浪川大輔 つまみは塩だけ』とも表記されているほか、番組ロゴでは『つまみは塩だけ』と表記されている。略称は『つま塩』。

## 概要
ラジオ大阪のアニラジ番組枠「1314 V-STATION」の15周年記念として放送開始。2013年2月4日にアニメイトTV（現：アニメイトタイムズ）にて配信された『森久保祥太郎×浪川大輔 新番組制作発表・緊急特番！』にて、本番組の制作と放送が発表された。
ラジオ大阪の土曜23時枠で10年間パーソナリティを務めてきた森久保祥太郎が「今回は男2人でやってみませんか？」と勧められ、「どうしても一緒にやりたい人がいるんです」という要望から浪川大輔と共にラジオ番組のパーソナリティを担当することになった。
番組のコンセプトは「お酒を呑む時に つまみは塩だけであればいい！」。番組コーナーは設けず、毎回リスナーからテーマをメールやX（旧：Twitter）で募集し、森久保と浪川が30分間トークしていくものである。
ラジオ大阪では2013年2月9日から放送が開始されたが、初回のみ森久保がインフルエンザで欠席（番組冒頭のみ自宅から電話でリモート出演）したため、森久保は第2回からの出演となった。

## 放送・配信時間
- ラジオ大阪（2013年2月9日 - ）：土曜日 23:00 - 23:30
- アニメイトタイムズ（旧：アニメイトTV。2013年2月11日 - ）：月曜日12:00に更新
- ニコニコチャンネル（2013年10月31日 - ）：土曜日23:00に更新。ニコニコチャンネル会員に加入した場合のみ聴取可能。かつてはニコニコ生放送で金曜日に配信されていたが、その後ニコニコ動画での動画投稿形式となった。

過去にネットしていた局
- ラジオ日本（2013年2月12日 - 6月25日）：火曜日 2:30 - 3:00（月曜日深夜）